# Назимов, Константин Савельевич
Константи́н Саве́льевич Нази́мов (1915—1944) — капитан Рабоче-крестьянской Красной Армии, участник Великой Отечественной войны, Герой Советского Союза (1944).

## Биография
Константин Назимов родился 4 марта 1915 года в Петрограде. После окончания семи классов школы работал токарем, занимался в аэроклубе. В 1939 году Назимов был призван на службу в Рабоче-крестьянскую Красную Армию. В 1940 году он окончил Чугуевское военное авиационное училище лётчиков. С марта 1943 года — на фронтах Великой Отечественной войны.
К августу 1944 года капитан Константин Назимов командовал эскадрильей 254-го истребительного авиаполка 269-й истребительной авиадивизии 14-й воздушной армии 3-го Прибалтийского фронта. К тому времени он совершил 240 боевых вылетов, принял участие в 27 воздушных боях, сбив 15 вражеских самолётов лично и ещё 2 — в составе группы.
Указом Президиума Верховного Совета СССР от 26 октября 1944 года за «образцовое выполнение боевых заданий командования на фронте борьбы с немецкими захватчиками и проявленные при этом мужество и героизм» капитан Константин Назимов был удостоен высокого звания Героя Советского Союза с вручением ордена Ленина и медали «Золотая Звезда» за номером 4519.
23 декабря 1944 года Назимов погиб в авиакатастрофе. Похоронен в братской могиле на Мироносицком кладбище города Лебедин Сумской области Украины.
К моменту гибели Константин Назимов совершил около 350 боевых вылетов, провёл более 35 воздушных боёв, сбил 19 самолётов противника лично и 2 в паре.
Был также награждён двумя орденами Красного Знамени, орденами Александра Невского и Отечественной войны 1-й степени.